# Gumă de mestecat

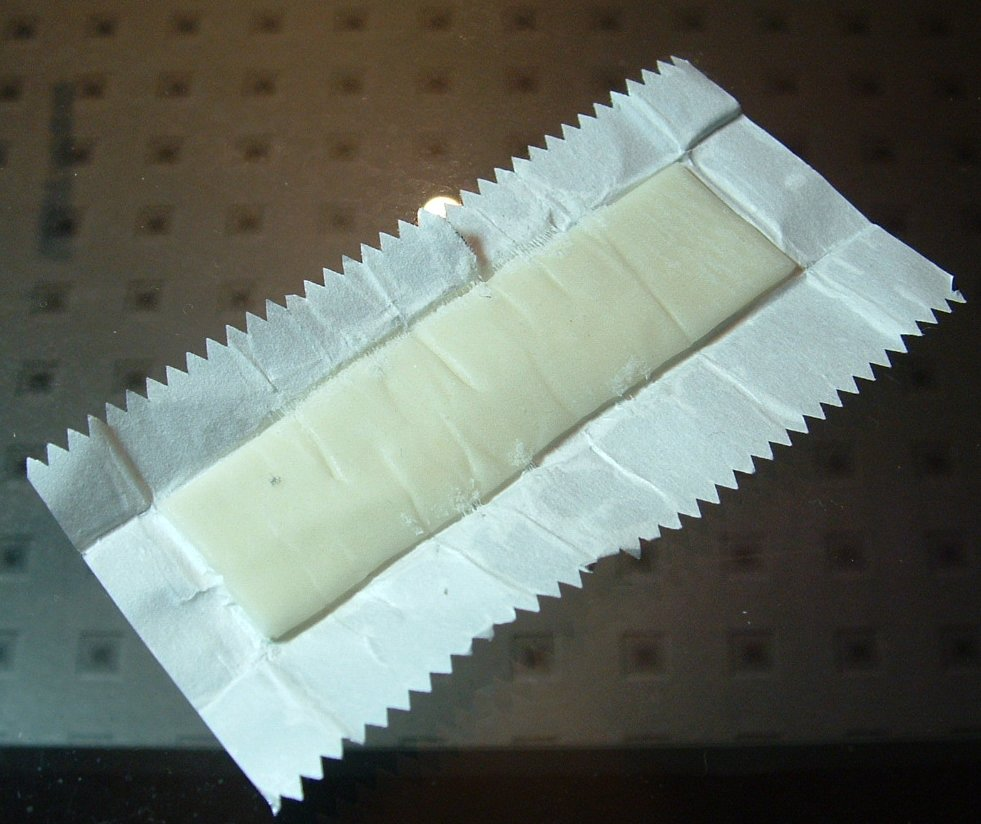
Gumă de mestecat

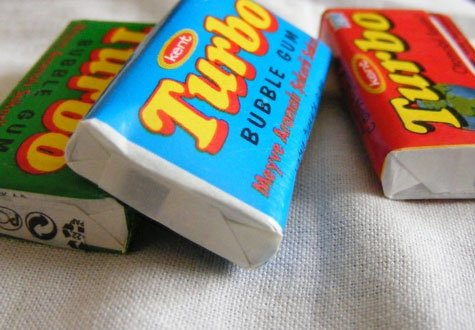
Gumă Turbo

Guma de mestecat (din engleză chewing gum) este un tip de produs făcut tradițional din cauciuc natural sau un tip de cauciuc sintetic numit poli-izobutilenă. Acesta este folosit mai des din motive economice, dar cauciucul natural este totuși folosit pe plan regional și în Japonia.
În Uniunea Europeană, guma de mestecat este considerată a fi aliment.

## Istorie
Cea mai veche gumă datează din epoca Neolitică. Veche de 5000 de ani, din coajă de mesteacăn a fost găsit la Kierikki, Yli-Ii, Finlanda. Substanța avea proprietăți antiseptice. Aztecii foloseau o substanță pe bază de cauciuc natural pentru a-și împrospăta respirația. De asemenea, vechii greci foloseau guma de mastica, obținută din rășina arborelui de mastica, originar din insula grecească Chios.
Alte dovezi de jur împrejurul lumii indică folosirea unor substanțe pe bază de plante sau rășină pe post de gumă de mestecat. Obiceiul a ajuns la englezi și americani prin intermediul indienilor americani care foloseau o substanță pe bază de rășină de molid. În 1848 John B. Curtis a produs și vândut prima gumă de mestecat pe bază de rășină de molid. În 1850 a apărut o nouă gumă pe bază de parafină care a întrecut guma pe bază de rășină în vânzări.
Guma de mestecat modernă a apărut în 1860 când a fost adus cauciucul natural din Mexic pentru a fi folosit ca un substitut pentru cauciucul sintetic. Nu a putut fi folosit astfel, dar o dată introdus în industria gumei de mestecat a dominat piața.
| 1848 | John B. Curtis a făcut și vândut prima gumă de mestecat, care se numea State of Maine Pure Spruce Gum (gumă pură de molid din statul Maine).                          |
| 1850 | Curtis a început să vândă gume aromate făcute din parafină, produse mai populare decât guma din rășină.                                                               |
| 1869 | William Finley Semple a fost primul care a patentat o rețetă de gumă de mestecat.                                                                                     |
| 1871 | Thomas Adams a patentat o mașina pentru fabricarea gumei. |
| 1880 | John Colgan a descoperit o metodă pentru prelungirea perioadei pentru care guma reține gustul.                                                                        |
| 1888 | Tutti-Frutti, un produs al companiei Adams, a fost prima gumă vândută la tonomat. Mașinăriile au fost așezate inițial în gurile de metrou din New York.               |
| 1899 | Franklin V. Canning, un farmacist din New York, a inventat guma Dentyne.                                                                                              |
| 1906 | Frank Fleer a inventat prima gumă de mestecat pentru baloane, numită Blibber-Blubber.                                                                                 |
| 1914 | A fost creată marca Wrigley Doublemint. Responsabili pentru adăugarea extractelor de mentă și fructe în guma de mestecat au fost William Wrigley, Jr. și Henry Fleer. |
| 1928 | A fost inventată guma de mestecat de culoare roz. |

## Uz în armată
SUA au împărțit gumă de mestecat soldaților de pe front pe durata Primului Război Mondial pentru a-i ajuta să se concentreze și să îndure mai bine stresul.

## Efecte

### Dinți
Folosirea gumei de mestecat fără zahăr, îndulcită cu xylitol sau sorbitol, ajută la prevenirea cariilor.

### Cancer
Inițial s-a presupus că ingredientul acetat de vinil este carcinogen, dar nu s-au găsit dovezi în această direcție.

### Înghițirea gumei
Atâta vreme cât cantitatea de gumă este mică și nu sunt înghițite și alte obiecte de care s-ar putea lipi, guma trece prin stomac și intestine la fel de repede ca orice mâncare.

## Campanii de interzicere a gumei de mestecat
Numeroase campanii de interzicere a gumei de mestecat au avut loc în special în școli și spații publice pentru probleme de curățenie și mediu.

## Efecte asupra mediului
Sunt cunoscute o serie de efecte în cazul utilizării neadecvate (de fapt a colectării "deșeului" după folosire). Acest efect apare în momentul găsirii gumei de mestecat (după folosire; utilizare) în diverse locuri: pe bănci, pe stradă, pe stâlpii de iluminat, etc. Acest efect nu apare dacă folosim locurile pentru depozitarea deșeurilor. Guma de mestecat nu trebuie aruncata pe jos,deoarece păsările cred ca guma de mestecat e o bucata de pâine  și o inghit astfel sistemul lor digestiv se oprește.
În anul 2007, Anna Bullus, un designer american, a găsit o metodă pentru reciclarea gumei de mestecat.

## Guma de mestecat în România
Ciobanii din Valea Jiului folosesc pe post de gumă de mestecat o rășină secretată de brad pe care o numesc „mesteca”.

## Tipuri cunoscute de gumă de mestecat
- 5 (2007)
- Airwaves
- Doublemint (1914)
- Hubba Bubba
- Orbit (2001)
- Winterfresh (1994)
- Wrigley's Spearmint (1893)
- Turbo (1980)